# Кива, Василий Кузьмич
Василий Кузьмич Кива (30 декабря 1911, Плешканы — 2 сентября 1977, Плешканы) — советский хозяйственный деятель, бригадир тракторной бригады Беспальчевской МТС Гельмязевського района Полтавской области, комбайнер колхоза «Правда» Золотоношского района Черкасской области. Герой Социалистического Труда (23.06.1966). Депутат Верховного Совета УССР 2-го созыва.

## Биография
Родился в крестьянской семье. В 1933 году окончил курсы трактористов при Гельмязевской машинно-тракторной станции (МТС) и был направлен помощником бригадира созданной Беспальчевской МТС Гельмязевского района. В 1937 году возглавил тракторную бригаду, которая обслуживала колхоз в селе Плешканы. Его бригада в 1938 году выработала на каждый трактор ХТЗ 1900 гектаров, на трактор «У-2» 1010 гектаров и сэкономила 7800 кг горючего и 1046 кг масел.
Член ВКП(б).
В июле 1941—1945 годах — в Красной армии, участник Великой Отечественной войны. Служил пулеметчиком 12-й отдельной мотострелковой дивизии, после ранения — трактористом транспортного взвода 28-го отдельного учебного танкового полка 2-го Украинского фронта.
В 1945—1958 годах — бригадир тракторной бригады, комбайнер Беспальчевской МТС Гельмязевского района Полтавской (с 1954 года — Черкасской) области.
В 1958—1970 годах — комбайнер колхоза «Правда» села Плешканы Золотоношского района Черкасской области.
С 1971 года — на пенсии.

## Звание
- сержант

## Награды
- Герой Социалистического Труда (23.06.1966)
- два ордена Ленина (7.02.1939, 23.06.1966)
- ордена
- медаль «За боевые заслуги» (5.06.1945)
- медали